# 拉利亚库纳
拉利亚库纳，是西班牙加泰罗尼亚巴塞罗那省的一个市镇。总面积52平方公里，总人口836人（2001年），人口密度16人/平方公里。